# Алексеева, Лидия Алексеевна
Ли́дия Алексе́евна Алексе́ева (настоящая фамилия Деве́ль, в замужестве Ива́нникова; 22 февраля (7 марта) 1909, Двинск — 27 октября 1989, Нью-Йорк) — русская поэтесса, переводчица.

## Биография
Отец Алексей Викторович Девель (1886—9.08.1967, Белград) — потомок гугенотов (Develle), был полковником Генерального штаба. Ее мать — Клавдия Владимировна, двоюродная сестра поэтессы Анны Ахматовой (Горенко). Детство провела в Севастополе.
Эмигрировала в 1920 году вместе с родителями в Турцию, откуда семья перебралась в Болгарию и затем в Югославию, где Алексеева прожила вплоть до 1944 года. В Белграде Лидия Девель окончила русско-сербскую гимназию, затем филологический факультет Белградского университета.
В 1934—1944 годы преподавала сербский язык и литературу в русской гимназии Белграда. В 1937—1944 годы была замужем за писателем Михаилом Иванниковым.
В 1944 году бежала от советских войск в Австрию, в 1949 году, разведясь с Иванниковым, перебралась с матерью в США, где прожила оставшиеся годы. На протяжении 11 лет работала в сфере торговли, затем 18 лет в Нью-Йоркской Публичной библиотеке.
Дебютировала в русских журналах, издававшихся в Югославии. Издала пять сборников стихов («Лесное солнце», 1954; «В пути», 1959; «Прозрачный след», 1964; «Время разлук», 1971; «Стихи (избранное)», 1980). Переводила стихи Алексиса Раннита, сербскохорватских и американских поэтов. Главная переводческая работа — поэма «Слёзы блудного сына» Ивана Гундулича (отд. изд. 1965). Много печаталась в русских зарубежных журналах, стихи включались во все известные зарубежные поэтические антологии.
Стихи Алексеевой — медитативно-созерцательная лирика с тихой элегической нотой. Любимая тема — хрупкий, незащищенный от человека мир природы, благодарность за всё живое вокруг. Творчество Алексеевой получило высокую оценку критиков и коллег по поэтическому цеху, среди которых — Глеб Струве, Валерий Перелешин, Дмитрий Кленовский, Борис Нарциссов и др.
Умерла в 1989 году. Похоронена на русском кладбище в Ново-Дивееве.
Архив Алексеевой был уничтожен владельцем дома, где она жила, сразу после её смерти. Полностью уцелевшие стихи, переводы и проза Лидии Алексеевой изданы в 2007 году.